# تودور بالوتسا
تودور بالوتسا (انگلیسی: Tudor Băluță؛ زادهٔ ۲۷ مارس ۱۹۹۹) بازیکن فوتبال اهل رومانی است.
از باشگاه‌هایی که در آن بازی کرده‌است می‌توان به باشگاه فوتبال برایتون اند هوو آلبیون، باشگاه فوتبال دینامو کی‌یف، باشگاه فوتبال ادو دن هاخ و باشگاه فوتبال ویتورول کنستانتسا اشاره کرد.
وی همچنین در تیم‌های ملی فوتبال زیر ۱۹ سال رومانی، زیر ۲۱ سال رومانی، زیر ۲۳ رومانی و رومانی بازی کرده‌است.